# Natsuki Nidaira
Natsuki Nidaira (en japonés: 仁平菜月, Nidaira Natsuki; 12 de julio de 1998) es una deportista japonesa que compite en bádminton. En los Juegos Asiáticos de 2022 consiguió una medalla de bronce en la prueba de equipo.

## Palmarés internacional
| Juegos Asiáticos | Juegos Asiáticos | Juegos Asiáticos  | Juegos Asiáticos |
| Año              | Lugar            | Medalla           | Prueba           |
| ---------------- | ---------------- | ----------------- | ---------------- |
| 2022             | Hangzhou (China) | Medalla de bronce | Equipo           |